# Ceeceenus quadrus
Ceeceenus quadrus är en korallart som beskrevs av van Ofwegen och Benayahu 2006. Ceeceenus quadrus ingår i släktet Ceeceenus och familjen Paralcyoniidae. Inga underarter finns listade i Catalogue of Life.